# 発破

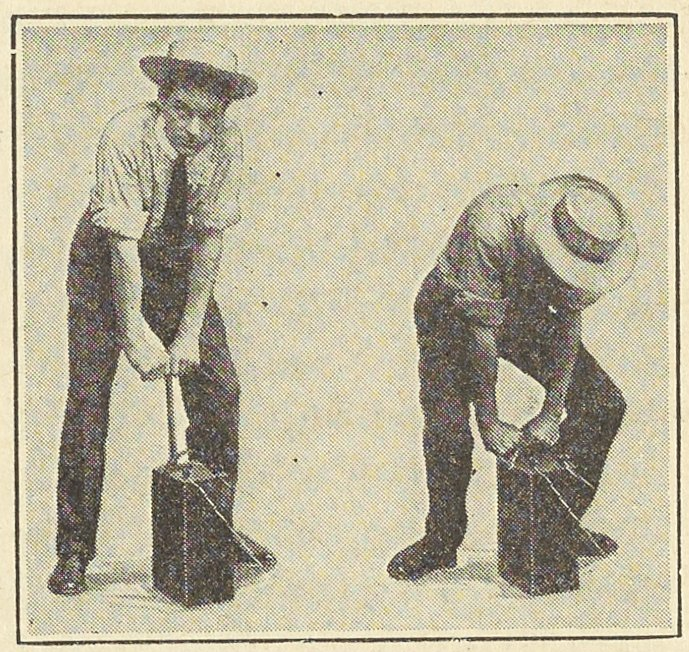
ダイナマイト・プランジャー。ダイナモを利用した電気式発破器の一種

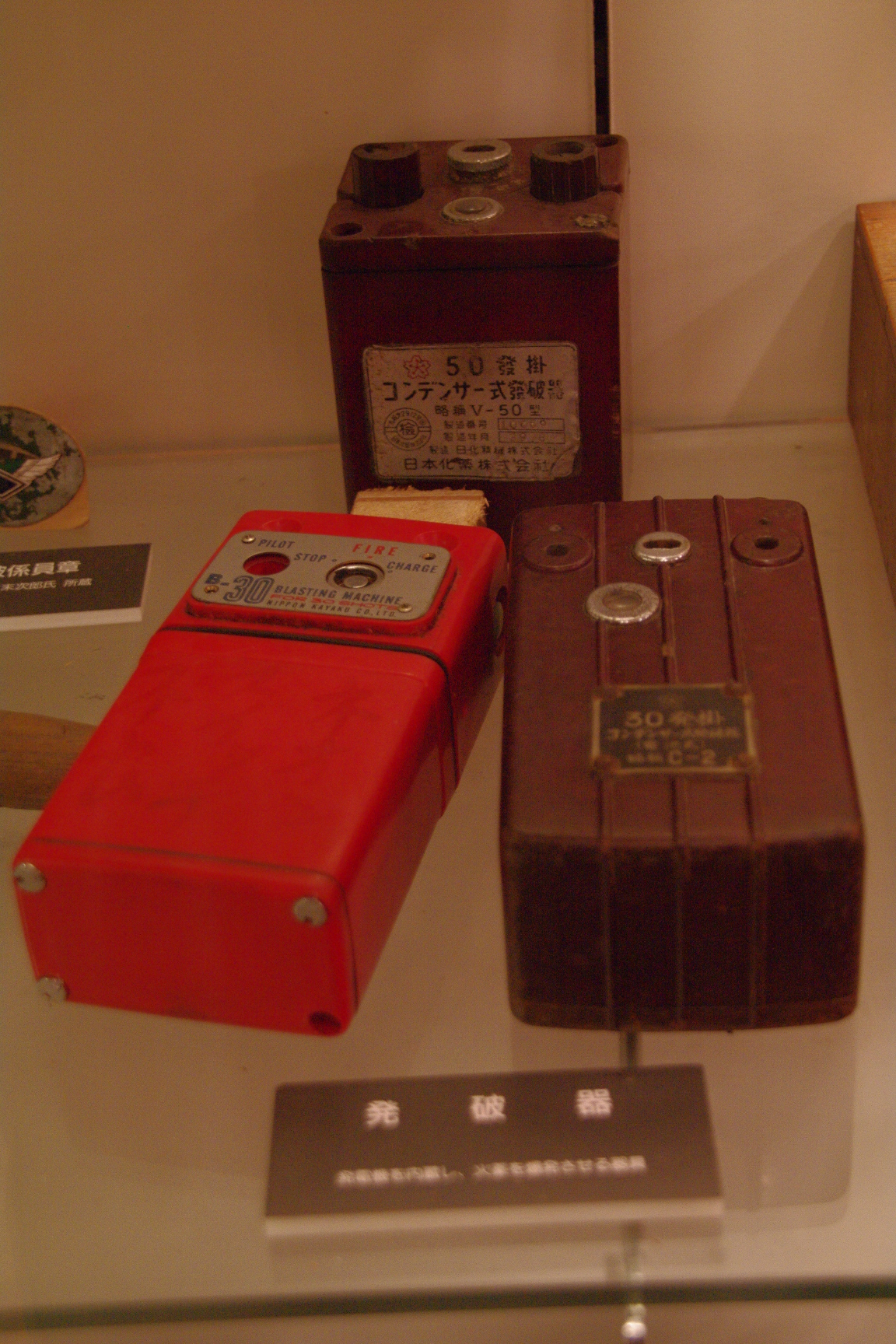
発破器

発破（はっぱ、英語: blasting）とは、火薬類の爆発力を利用して建築物や船舶などの人工構造物を破壊したり、山（岩）を破砕したり、地質調査のために広範囲にわたって地面を振動させる行為全般を指しており、法定用語である。また、比喩的に物事の進行を早めるために関係者に強めの励まし（脅かし要素を含め）をすることを「発破をかける」ということもある。
発破という行為自体は爆破と基本的に同じだが、爆破は火薬類を使って「物体を破壊する行為」全体を指しており、産業用途も軍事的用途も含む。発破は建築・土木業や鉱業をはじめ、民間産業や学術研究の目的で行われる爆破に限定して使われる言葉である点が異なる。すなわち発破とは、火薬類取締法や労働安全衛生法に適合した非軍事目的で行われる爆破である。

## 方法
発破する際は、発破する対象は確実に破壊しつつ、周囲への破片の飛散や振動、騒音はなるべく低く抑える必要がある。特に市街地においてビル等建造物を破壊する場合（→爆破解体）は、振動や騒音で周辺住民に不安感を持たせたり、破片の飛散によって被害が出る可能性もある。そのため人家や市街地に近接した現場で発破解体を行う場合は必要最低限の装薬量で建築物や土砂がなるべく内側に崩れるようにし、騒音や振動を低減させる。また発破による直接的な衝撃波や発生ガス圧力により対象物全体を破壊するのではなく、構造物の強度上の弱点を発破により破壊して自重を支えられなくして自重崩壊していくようにすれば、周囲への破片の飛散が小さく、かつ徐々に崩れていくために振動や騒音を抑えられる。
このような発破方法は「制御発破」と呼ばれており、鉱山の採掘現場やダム建設現場などでも多用されている。対象物（この場合は岩石）を「跡形もなく吹き飛ばす」のではなく、対象物に穿った孔に爆薬を装薬し、この爆発力を利用して「割る」ことにも現れている。このような目的では、一箇所に爆薬を大量に装填して、「一点よりの圧力で破壊する」よりも、「点と点で結んだ線で破砕する」方が効率がよい。このため破壊対象全体に分布するように複数の装薬孔を穿孔し一箇所当たりの装薬量を減らして、複数の装薬を同時または時間差をおいて起爆する。複数の装薬を起爆するタイミングを精密にずらすことによって、更なる振動低減や破砕屑（ズリ）の分布を調節出来るので、起爆には電気雷管が多用されている。
なお従来は大きな破砕力を発生させるのに爆薬のほうが便利が良かったため広く用いられてきたが、建設機械の技術的進歩から、大きな圧力を発生させて岩石やコンクリートにヒビを入れる装置も出ているほか、化学分野でも静的破砕剤と呼ばれる膨張剤なども利用されるようになってきており、状況に応じて使い分けられるようになってきている。

## 火薬と爆薬
一般に火薬と爆薬の意味は混同されて使われるが、火薬類取締法では「推進的爆発の用途に供せられるもの」を火薬、「破壊的爆発の用途に供せられるもの」を爆薬、火薬や爆薬を加工したもの（雷管、導爆線、導火線、花火、銃砲弾、爆弾など）を火工品（かこうひん）と区別している。
発破に用いる材料も火薬類取締法に従ってそれぞれが区別される。物体の破壊や破砕目的の発破には専ら爆薬が用いられるが、墓石や建築材に用いる石材採取発破では過度な割れを防ぐために爆力の低い粒状黒色火薬などが用いられる。
また火薬と爆薬では、燃焼の性質や速度の面でも違いが顕著である。火薬では衝撃で反応が始まり難いよう比較的安定した性質を持ち、一定以上の熱を加えることで燃焼という酸化反応が連鎖的に発生するが、爆薬では設定された種類のエネルギーを加えた場合に反応が始まり、より速やかに全体へと反応が進むようになっている。産業発破用爆薬で主流を占めるダイナマイトや硝酸アンモニウム系の爆薬では裸火で点火しても穏やかに燃焼するだけで爆轟反応に移行しないものが殆どであり、爆薬中に挿入した雷管を爆発させてその衝撃力で起爆する。この辺りも火薬と爆薬の性質的な違いである。

## 装薬
爆薬を使って発破するにしても、大きく分けて2つの装薬方法がある。
内部装薬
対象物に孔を穿ってその孔に装薬したり、構造物や岩石の隙間に装薬して発破する方法。
爆薬は対象物の内部にあるため、爆発で生じるエネルギーが外部に逃げにくく、効率よく伝わっていく。
山の切り崩し、岩石の破砕、建築・土木構造物のコンクリート部分など、穿孔可能かつ体積が大きいものの発破に使われる。
外部装薬
装薬孔を穿つのが難しく、かつ破壊部分の体積があまり大きくない場合に、対象物の表面に爆薬を貼り付けて発破する方法。
水中では穿孔作業が困難かつ、水の非圧縮性ゆえに効率低下が比較的に小さいので、沈没船の切断や岩礁発破に多用されている。
気中で普通に爆薬を貼り付けて点火しただけではエネルギーの一部しか対象物に伝わらず、ほとんどが逃げてしまう。そのために爆薬をV字状やすり鉢状に成形し、モンロー/ノイマン効果によってエネルギーを一箇所に集中させて「穴を穿つ」、あるいは集中したエネルギーによって「切る」ように破壊する。
同じ技術は、成形炸薬弾として軍事面でも使われている。
鉄橋やビルの鉄骨柱のような、比較的に細く薄く内部装薬が難しいものの発破に使われる。
これらは全く別々に使われるわけではなく、同じ建造物の違う場所において、2つの装薬方法を同時に使うこともある。例えばビルのコンクリート部分は穿孔が容易なために内部装薬をし、鉄骨部分は穿孔装薬が難しいために外部装薬（鉄骨表面に成形爆薬を貼り付ける）して、同時に点火して破壊することもある。